# Rječnik
Rječnik, leksikografsko djelo koje sadržava popis riječi, te izraza nekog jezika (ili više jezika) izabranih, raspoređenih i objašnjenih po nekom načelu, te poredanih abecednim ili konceptualnim (tematskim) redoslijedom. U osnovi se razlikuju jezični rječnici i predmetni rječnici kao što su enciklopedija i leksikon. Jezični rječnik se prvotno bavi jezikom, odnosno leksičkim jedinicama jezika i svim njihovim jezičnim osobinama. Nerijetko nastoji, barem implicitno, odgovoriti na potrebu utvrđivanja leksičke norme danoga jezika. Proučavanjem rječnika, kao i vještinom sastavljanja rječnika (prikupljanje, opis i prezentiranje građe) bavi se leksikografija.
Prvi hrvatski rječnik napisan je 1527. godine.

## Rječnička struktura
Rječnička struktura dijeli se na rječničku makrostrukturu i mikrostrukturu. Rječnička makrostruktura sastoji se od popisa ili izbora natuknica ili lema u rječniku kojeg nazivamo abecedarij. Rječnička mikrostruktura sastoji se od natukničkog članka i natuknice ili leme. Natuknički članak sadržava gramatičke podatke o riječi, stilske odrednice ili oznake, podatke o etimologiji ili porijeklu riječi, definiciju, frazeološke, kolokacijske, te sintagmatske konstrukcije.

## Kratka povijest
Najstariji poznati rječnici bili su još za vrijeme Akadskog carstva, države koja se razvila oko grada Akada u Mezopotamiji u 23. stoljeću prije nove ere, a sadržavali su listu riječi na sumerskom i akadskom jeziku. 
Urra=hubullu je veliki babilonski rječnik ili enciklopedija koji također sadrži sumerske i akadske riječi poredane po temama, a datira s početka drugog tisućljeća prije nove ere. 
Kineski rječnik, Erya, najstariji je preživjeli jednojezični rječnik. Potječe iz razdoblja od 206. godine prije nove ere do 220. godine nove ere, a autor je nepoznat. Tradicionalno se pripisuje nekome od Konfucijevih učenika koji je sastavio Eryju kako bi objasnio termine koji se pojavljuju u klasičnim tekstovima. Sama po sebi, Erya ima 2094 upisa, pokriva otprilike 4 300 riječi, te ima sveukupno 13 113 znakova i podijeljena je u devetnaest dijelova. Glosar pisanoga kineskog sadržavao je i najstariji postojeći japanski rječnik (835. godina), Tenrei banshō meigi.
U petom stoljeću prije nove ere, Protagora je složio rječnik manje poznatih pojmova iz Homerovih tekstova, a dva je stoljeća kasnije pjesnik Fileta sastavio glosar neobičnih poetskih i tehničkih riječi, te riječi iz dijalekta. Prvi latinski leksikon sastavio je Marcus Verrius Flaccus u drugom stoljeću prije nove ere (Libri de significatu verborum). Prvi je sanskrtski rječnik (Amarakośa – “besmrtni rječnik”) napisan u četvrtom stoljeću, te je bio napisan u stihu i sadržavao oko deset tisuća riječi. Arapski se rječnici pojavljuju između osmog i četrnaestog stoljeća, a prvi je Kitab al-‘ayn, kojemu je autor Al-Khalil Ibn Ahmad. Prvi kinesko-japanski enciklopedijski rječnik javlja se u jedanaestom stoljeću, a sastavio ga je Minamoto no Shitago. 
U trinaestom stoljeću Johannes Balbus Januensis piše enciklopedijski rječnik Catholicon, koji će postati jednime od najutjecajnjih rječnika Srednjeg vijeka, kao i prvi tiskani rječnik (1460. godine). 1477. godine u Veneciji tiska se prvi dvojezični rječnik – Vocabolista italiano-tedesco, a 1499. se po prvi put neki rječnik tiska u Engleskoj – latinsko-engleski Promptuorium parvulorum.
Prvi engleski rječnik napisao je Robert Cawdrey 1604. godine, a zvao se A Table Alphabeticall.
Prvi hrvatski rječnik bio je mali talijansko-hrvatski rječnik iz 1527. godine pod nazivom Novo djelo koje podučava govoriti slavenski jezik  (Opera nuova che insegna a parlare la lingua schiavonesca)autora Petra Lupisa Valentijana.  Međutim, pravi početak hrvatske leksikografije označava peterojezični rječnik iz 1595. godine Fausta Vrančića (Rječnik pet najuglednijih europskih jezika – latinskoga, talijanskoga, njemačkoga, hrvatskoga i mađarskoga). Bio je sličan mnogobrojnim rječnicima u to vrijeme, a sadržavao je otprilike 5 800 hrvatskih riječi.
Neki od ostalih poznatih rječnika tog razdoblja su Thesaurus linguae Illyricae Jakova Mikalje iz 1649., Dictionar ili réchi szlovenszke Jurja Habdelića iz 1670., Dizionario italiano, latino illyrico Ardelija Della Belle iz 1728., Gazophylacium seu Latino-Illyricorum onomatum aerarium Ivana Belostenca iz 1740. (napisan mnogo ranije), Lexicon Latinum interpretatione Illyrica, Germanica et Hungarica locuples Franje Sušnika i Andrije Jambrešića iz 1742. godine, te mnogi drugi.
Rječnici iz perioda Hrvatskog narodnog preporoda su Njemačko-ilirski slovar Ivana Mažuranića i Jakova Užarevića (1842.), Rječnik ilirsko-talijanski Dragutina Parčića (1858-), te Deutsch-kroatisches Wörterbuch i Hrvatsko-njemačko-talijanski rječnik znanstvenog nazivlja Bogoslava Šuleka (1874. – 1875.).
Što se jednojezičnih rječnika tiče, 1880. godine izlazi Rječnik hrvatskoga ili srpskoga jezika pri hrvatskoj Jugoslavenskoj akademiji znanosti i umjetnosti.
Abecedni poredak riječi rijetko se koristio do 18. stoljeća. Pojmovi su pisani prema različitim pravilima. Npr. jedan dio rječnika bio je vezan za biljke, jedan samo za životinje.

## Vrste rječnika
Leksikografi nastavljaju tražiti i pronalaziti nova rješenja stvarajući nove kategorije i podkategorije rječnika, no postoji par osnovnih podjela:
• opći i specijalizirani rječnici
Rječnik može biti općenit ili specijaliziran (okrenut samo prema određenom polju) prema mikrostrukturi ili makrostrukturi ili obje komponente. Primjerice, makrostruktura rječnika može biti opća ako uključuje sve riječi nekog leksika ili reprezentativnog dijela, uključujući i arhaizme i zastarjelice, kao i njihove sinkronijske inačice; te ako ima unesene sve vrste riječi. No rječnik se nekada smatra općim čak i ako mu makrostruktura sadrži manji broj riječi ili je više okrenuta riječima koje su se koristile u vrijeme kad je rječnik izdan.
Specijalizirana se makrostruktura okreće samo određenom području jezika – slangu, dijalektu, tehničkom žargonu i slično; ili ako su unesene samo određene vrste riječi (pridjevi, vlastita imena, glagoli, ...).
Što se mikrostrukture općih rječnika tiče, ona daje potpune informacije o svim riječima; odnosno ima bar jednu objašnjenje značenja po riječi. To obično uključuje vrstu riječi (imenica, glagol, pridjev, itd.), primjer, ustaljeni izraz ili slijed riječi, etimologiju, izgovor, idiom, sinonime, antonime, moguću ilustraciju, itd.
U slučaju da rječnik čitatelju pruža samo jednu od tih informacija, njegova je mikrostruktura specijalizirana.
• jednojezični i dvojezični rječnici: Jednojezični su rječnici oni rječnici u kojima je jezik kojime se opisuje određena unesena riječ identičan jeziku te riječi. Dvojezični rječnik koristi dva jezika – jedan je objekt, a drugi sredstvo opisa.
• enciklopedijski i jezični rječnici: Razlika između enciklopedijskih i jezičnih rječnika je u tome što enciklopedijski imaju vlastita imena u popisu riječi: zemljopisna, imena određenih ljudi i slično. Njihova se mikrostruktura bavi enciklopedijskim aspektima unesenih riječi.
• rječnici za odrasle i rječnici za djecu: Oni rječnici koji su napravljeni za djecu imaju puno manji opseg riječi (uglavnom imaju samo bitne riječi, odnosno one koje se često koriste) i ne koriste arhaizme, regionalizme, slang i slično. Također, riječi su drugačije objašnjene od onih u rječnicima za odrasle – puno se češće, primjerice, koriste opisi pomoću ilustracija umjesto kompliciranih definicija. Neke zemlje (Sjedinjene Američke Države, npr.) imaju rječnike za adolescente, no oni nisu puno drugačiji od tzv. rječnika za odrasle.
• rječnici za strance i rječnici za izvorne govornike: Rječnici za strance na svojim stranicama sadrže i neke stvari koje rječnici za izvorne govornike ne; primjerice izgovor prema IPA (International Phonetic Alphabet), slikovne ilustracije, oznake jesu li imenice npr. brojive ili nebrojive, kako se ponašaju po padežima, koji im je oblik za množinu, itd.; velik broj primjera i drugo.
Također, rječnici mogu biti preskriptivni (propisivački) i deskriptivni (opisivački). „Preskriptivni rječnici propisuju koje se riječi trebaju smatrati standardnima, 'pravilnima', pripustivima u birane književne tekstove ili govor javne komunikacije. Deskriptivni rječnici jednostavno prikupljaju rječničko blago nekog jezika koje je doista u upotrebi, ili je bilo u upotrebi, suzdržavajući se pritom od vrijednosnih kvalifikacija.“  Iako se čini drugačije, razlika između ta dva tipa rječnika nije toliko velika i stroga, jer je svaki opis riječi u neku ruku i propisivanje – uključuje odluku leksikografa o tome što će odabrati kao predmet svojega opisa, te koje će riječi pritom iskoristiti.
Rječnici se s obzirom na opseg i na veličinu dijele na opširne, sažete i džepne rječnike, dok se prema mediju dijele na tiskane, elektroničke i online rječnike. S obzirom na znanje i vještine korisnika razlikuju se rječnici namijenjeni djeci, pismenim odraslima, djeci školske dobi, maloj djeci, te onima koji uče jezik. Prema opreci razlikuju se povijesni ili sinkronijski i suvremeni ili dijakronijski rječnici. Povijesni ili sinkronijski rječnici opisuju stanje leksika određenog jezika u nekom kraćem razdoblju, dok suvremeni ili dijakronijski rječnici prikazuju razvoj leksika određenog jezika kroz vrijeme.
Rječnici se mogu podijeliti i prema organizacijskom načelu pri čemu razlikujemo abecedne, konceptualne ili tematske, odostražne ili invrezne, te čestotne ili frekvencijske rječnike. Abecedni rječnici razvrstavaju građu prema redoslijedu početnih slova.  Konceptualni ili tematski rječnici razvrstavaju riječi prema određenim pojmovnim, značenjskim, asocijativnim kriterijima (ovamo kao podvrsta pripadaju i rječnici sinonima, antonima, analoški i sl. rječnici). Odostražni ili inverzni rječnici razvrstavaju riječi prema njihovim dočecima, a važni su za proučavanje sufiksalne derivacije, itd. Čestotni ili frekvencijski rječnici razvrstavaju riječi s obzirom na učestalost ili frekvenciju njihova pojavljivanja u određenom računalnom korpusu. Iznimno su korisni pri sastavljanju funkcionalnih jezičnih udžbenika, sastavljanju abecedarija za rječnike, itd.

## Ostalo
U novije vrijeme sastavljaju se rječnici koji su isključivo deskriptivni (oni koji opisuju) te koji obuhvaćaju različite stilove i žanrove, a ujedno su i računalno pretraživi. Deskriptivni rječnici prikupljaju rječničko blago nekog jezika koji je doista u upotrebi, ili je bilo u upotrebi, suzdržavajući se pritom od vrijednosnih kvalifikacija. Današnji rječnici teže iscrpnosti, vjerodostojnosti, točnosti, objektivnosti te nastoje pružiti korisniku informaciju do koje žele doći. Stari rječnici bili su perspkriptivni (oni koji propisuju), te su ih karakterizirali idiosinkratičnost, subjektivnost i individualnost. Perskriptivni rječnici propisuju koje se riječi trebaju smatrati standardnima, ispravnima, pripustivima u birane književne tekstove ili govor javne komunikacije.

## Vanjske poveznice
- Hrvatski jezični portal